# エンリケ4世 (カスティーリャ王)
エンリケ4世（スペイン語：Enrique IV, 1425年1月25日 - 1474年12月11日）は、カスティーリャ王国（トラスタマラ朝）の国王（在位：1454年 - 1474年）。フアン2世と最初の王妃マリアの子。2度の結婚にもかかわらずどちらの妻とも夫婦生活がなかったため、エンリケ不能王（Enrique el impotente）とあだ名される。貴族の台頭に対して抗することができず、国内の分権傾向が強まった。

## 生涯
15歳の時、アラゴン王フアン2世とナバラ女王ブランカ1世の王女で母方の従姉のブランカと結婚した。しかしエンリケは新婚初夜はおろか、その後も全く彼女に対して性交渉を求めなかった。13年後にエンリケが婚姻の無効を求めたとき、公式の検査でブランカの処女が確認された。聖職者たちはセゴビアの売春婦に対してエンリケが性的不能者ではないことを確認し、ローマ教皇も結婚が何らかの「魔法」によって妨げられたとして婚姻の無効を承認した。ブランカは実家に送られて収監された。
1454年、父王フアン2世の死去を受けて王位に即いた。
1455年、ポルトガル王ドゥアルテ1世と王妃レオノールの王女で自身にも先妻にも従妹にあたるフアナと結婚し、彼女との間に王女フアナが生まれた。しかし王妃フアナは愛人ベルトラン・デ・ラ・クエバ（Beltrán de la Cueva）を連れ込んでいたため、王女はフアナ・ラ・ベルトラネーハと呼ばれるようになった。王女フアナの王位継承者の資格についての疑問、王の柔弱、王妃の不義、貴族たちの台頭は、エンリケ4世の死後の紛争の火種となった。
1474年、マドリードで死去した。それを受け、アラゴン王太子妃となっていたエンリケ4世の異母妹イサベルとポルトガル王妃となったフアナはともに即位を宣言した。イサベル支持派とアラゴンの連合軍はフアナ支持派とポルトガルの連合軍を破り、イサベルが王位を嗣いだ。